# Heike Wiesner
Heike Wiesner (* 1966) ist eine deutsche Soziologin und Professorin an der HWR Berlin. Der Schwerpunkt ihrer Forschungen liegt auf dem Gebiet der Techniksoziologie.

## Leben und Wirken
Heike Wiesner studierte von 1986 bis 1993 an der Universität Bremen Sozialwissenschaften. Im Jahr 2001 wurde sie ebenfalls an der Universität Bremen promoviert. Anschließend arbeitete sie in mehreren europäischen und deutschen Forschungsprojekten in den Bereichen Science and Technology Studies (STS), Neue Medien in der Bildung, E-Learning, Robotik (im Kontext von Gender Mainstreaming) und Wissensmanagement. Seit 2006 ist Wiesner Professorin an der HWR Berlin, zunächst als Gastprofessorin am Harriet Taylor Mill-Institut und ab 2009 mit der Professur „Betriebliche Informations- und Kommunikationssysteme“. Seit 2022 ist sie Stellvertretende Direktorin des Harriet Taylor Mill-Instituts der HWR Berlin. Im Verbundprogramm DiGiTal, einem hochschulübergreifenden (Post-/) Doc-Programm, das Nachwuchswissenschaftlerinnen auf dem Weg zur Professur in der Digitalisierungsforschung unterstützt, ist sie Sprecherin des Wissenschaftlichen Beirats.
Heike Wiesner richtete ihr Forschungsinteresse während ihres gesamten Berufslebens auf die Bereiche Wissenschafts- und Genderforschung. Sie ist Expertin auf dem Gebiet der Transformativen Technologien und Partizipativen Softwaregestaltung unter dem besonderen Fokus auf V/AR-Technologien. Durch mehrere Forschungsaufenthalte in England (Staffordshire University; Stoke-on-Trent) und in den USA (u. a. am Massachusetts Institute of Technology (MIT)) ist sie auch in den internationalen Diskursen im Bereich Transformative Technology durch entsprechende Kongress- und Tagungsbeiträge vertreten.
Sie setzt ihre Erkenntnisse in ihrer ehrenamtlichen Tätigkeit, z. B. als Vorsitzende des FrauenComputerZentrums Berlin und als Mitglied im Beirat des Metavorhabens „Innovative Frauen im Fokus“ um.

## Veröffentlichungen (Auswahl)
- Heike Wiesner: Die Inszenierung der Geschlechter in den Naturwissenschaften. Wissenschafts- und Genderforschung im Dialog. Campus Verlag, Frankfurt a. M. 2002 ISBN 978-3-593-37044-6
- Petra Lucht, Lysann Kasprick, Heike Wiesner, Sahra Dornick (Hrsg.): Die digitale Transformation im Gesundheits- und Pflegesektor. Campus Verlag, Frankfurt a. M. (in Print 2025) ISBN 978-3-593-51719-3
- Jana Tröge, Jan Stepczynski, Heike Wiesner, Christoph Runde (Hrsg.): Virtuelle Beteiligung, reale Teilhabe: Transformative Technologien für eine inklusivere Gesellschaft. Frankfurt a. M., Campus Verlag (in Print 2025) ISBN 978-3-593-52131-2
- Heike Wiesner, Jan Stepczynski, Jana Tröge, Holger Zimmermann, Christoph Runde and Vitor Macedo (2023): Using V/AR technologies as an educational opportunity? In: ICERI2023 16th annual International Conference of Education, Research and Innovation Seville (Spain). 13th – 15th of November 2023, ISBN 978-84-09-55942-8, ISSN 2340-1095, doi:10.21125/iceri.2023.1211, Seiten: 4843–4849.
- Jan Stepczynski und Heike Wiesner (2023): INSPIRER Project: Participation in Urban Planning Processes in Virtual and Real Spaces in Germany; in Global Urban Innivation Brief S&T Policy for Urban Innovation, Research Institute Daejeon Institute of Science and Technology for Enterprise and People, Global Cooperation Department, hrgn von Gajeong –ro, Yuseong-gu; Daejon, Korea 34115, Seite 39–44 (Print Version in englischer und in koreanischer Sprache erhältlich, Nähere Infos unter https://distep.re.kr/)
- Heike Wiesner, Judith Schütze, Petra Lucht, Tim Schure (2022): „Digital teaching formats with and for teachers in the health care sector: It does not work without real participation!“ INTED2022 Proceedings; DOI:10.21125/inted.2022. Online verfügbar (in Vorb.): https://library.iated.org/